# Estadi Poladi
L'estadi Poladi és un estadi multiusos a Rustavi, Geòrgia . Utilitzat principalment per a partits de futbol, els terrenys pertenyien a l'ajuntament local abans de ser cedits a la planta metal·lúrgica de Rustavi. Així doncs, l'estadi construït el 1948 va ser la seu del Metalurgi Rustavi durant molts anys. Després de la dissolució del club el 2015, el FC Rustavi va ser el nou equip que va jugar com a local al Poladi, tot i que per alguns problemes legals amb l'administració de la planta, van haver de marxar de l'estadi.
A principis del 2018, la Federació de Futbol va revelar que hi havia converses en curs sobre un possible retorn de l'estadi al municipi. La transferència de la propietat es va anunciar a l'octubre del 2018. Des del 2023, el FC Rustavi, així com el seu equip filial que participa a la lliga regional, han estat utilitzant l'estadi per als partits com a local.
L'estadi té capacitat per a 4.657 persones. La capacitat original abans de la instal·lació de seients individuals era de 10.720. L'estadi ha estat remodelat parcialment dues vegades, el 1985 i el 2009.